# Aísa de Ruafa
Aísa de Ruafa (en árabe: عيسى الريفي‎) es una localidad marroquí del municipio de Jalúa, en la región de Tánger-Tetuán-Alhucemas. Desde 1912 hasta 1956 perteneció a la zona norte del Protectorado español de Marruecos.